# Lista över Sonic-spel
Detta är en lista över Sonic-spel. Listan är sorterad efter utgivningsdatum (ÅÅÅÅ-MM-DD) i det område där spelet först kom ut. Namnen på spelen är de europeiska, förutom spel som ej släppts i Europa. Emulerade versioner av äldre spel listas inte. Vissa spel med okänt utgivningsdatum är utplacerade på ett ungefär.
| Spel                             | Konsol             | Datum      | Datum      | Datum      | Datum |
| -------------------------------- | ------------------ | ---------- | ---------- | ---------- | ----- |
| Sonic the Hedgehog               | Sega Mega Drive    | 1991-06-23 | 1991-06-23 | 1991-07-27 | ?     |
| Sonic the Hedgehog               | Sega Master System | 1991-10-25 | 1991-10-25 | ?          | ?     |
| Sonic the Hedgehog               | Sega Game Gear     | 1991-12-?? | 1991-12-?? | ?          | ?     |
| Sonic Erasor                     | Sega Mega Drive    | ?          | ?          | 1991-??-?? | ?     |
| Sonic the Hedgehog 2             | Sega Mega Drive    | 1992-11-24 | 1992-11-24 | 1992-11-21 | ?     |
| Sonic CD                         | Mega CD            | 1993-11-19 | 1993-10-?? | 1993-09-23 | ?     |
| Sonic CD                         | PC                 | 1996-09-26 | 1996-10-03 | 1996-08-09 | ?     |
| Sonic Spinball                   | Sega Mega Drive    | ?          | ?          | ?          | ?     |
| Dr. Robotnik's Mean Bean Machine | Sega Mega Drive    | ?          | ?          | ?          | ?     |
| Sonic the Hedgehog 3             | Sega Mega Drive    | ?          | ?          | ?          | ?     |
| Sonic & Knuckles                 | Sega Mega Drive    | ?          | ?          | ?          | ?     |
| Knuckles' Chaotix                | Sega 32X           | ?          | ?          | ?          | ?     |
| Sonic 3D: Flickies' Island       | Sega Mega Drive    | ?          | ?          | ?          | ?     |
| Sonic 3D: Flickies' Island       | Sega Saturn        | ?          | ?          | ?          | ?     |
| Sonic Jam                        | Sega Saturn        | ?          | ?          | ?          | ?     |
| Sonic R                          | Sega Saturn        | ?          | ?          | ?          | ?     |
| Sonic R                          | PC                 | ?          | ?          | ?          | ?     |
| Sonic Adventure                  | Sega Dreamcast     | ?          | 1999-09-09 | ?          | ?     |
| Sonic Shuffle                    | Sega Dreamcast     | ?          | ?          | ?          | ?     |

## Lista påSonic Hedgehog-spel

### TillSega Mega Drive
- Sonic the Hedgehog 1991
- Sonic the Hedgehog 2 1992
- Sonic the Hedgehog Spinball 1993
- Dr. Robotnik's Mean Bean Machine 1993
- Sonic the Hedgehog 3 1994
- Sonic & Knuckles 1994
- Sonic Compilation / Sonic Classics
- Sonic 3D: Flickies Island / Sonic 3D: Blast 1996

### TillSega Master System
- Sonic the Hedgehog (8-bit) 1991
- Sonic the Hedgehog 2 (8-bit) 1992
- Sonic Drift 1992
- Sonic the Hedgehog Chaos (8-bit) 1993
- Sonic the Hedgehog Spinball (8-bit) 1993
- Dr. Robotnik's Mean Bean Machine (8-bit) 1993

### TillMega-CD
- Sonic the Hedgehog CD 1993

### TillSega 32X
- Knuckles Chaotix / Chaotix 1995

### TillSega Saturn
- Sonic 3D Flickies Island / Sonic 3D Blast 1996 (EU, USA)/1999 (JAP)
- Sonic Jam 1997
- Sonic R 1997

### TillSega Dreamcast
- Sonic Adventure 1998/1999(USA och EU)
- Sonic Shuffle 2000
- Sonic Adventure 2 2001
- Sonic Adventure 2: 10th Anniversary Birthday Pack 2001

### TillNintendo Gamecube
- Sonic Adventure 2: Battle 2001(JAP)/2002 (USA, EU)
- Sonic Mega Collection 2003
- Sonic Adventure DX: Director's Cut 2003
- Sonic Heroes 2003 (JAP)/2004 (USA, EU)
- Sonic Gems Collection 2005
- Shadow the Hedgehog 2005
- Sonic Riders 2006

### TillGame Boy Advance
- Sonic Advance 2001 (JAP)/2002 (US, EU)
- Sonic Advance 2 2002 (JAP)/2003 (US, EU)
- Sonic Pinball Party 2003
- Sonic Battle 2004
- Sonic Advance 3 2004
- Sonic The Hedgehog Genesis 2006

### TillNintendo DS
- Sonic DS (nedlagt)
- Sonic Rush 2005
- Sonic Rush Adventure 2007
- Mario & Sonic at the Olympic Games 2008
- Sonic Chronicles: The Dark Brotherhood Höst 2008
- Sonic Classic Colletion 2010
- Mario & Sonic at the Olympic Winter Games 2010
- Sonic Colours 2010
- Sonic & Sega All-Stars Racing 2010

### TillWii
- Sonic and the Secret Rings 2007
- Mario & Sonic at the Olympic Games 2007
- Sonic Riders: Zero Gravity 2008
- Sonic Unleashed 2008
- Sonic and the Black Knight 2009
- Mario & Sonic at the Olympic Winter Games 2009
- Sonic Colours 2010
- Sonic & Sega All-Stars Racing 2010
- Mario & Sonic at the London 2012 Olympic Games 2011

### TillNintendo 3DS
- Mario & Sonic at the London 2012 Olympic Games 2012
- Sonic & All-Stars Racing Transformed 2012
- Sonic Boom: Shattered Crystal 2014
- Sonic Boom: Fire & Ice 2016
- Mario & Sonic at the Rio 2016 Olympic Games 2016

### TillWii U
- Sonic & All-Stars Racing Transformed 2012
- Sonic Lost World 2013
- Mario & Sonic at the Sochi 2014 Olympic Winter Games 2013
- Sonic Boom: Rise of Lyric 2014
- Mario & Sonic at the Rio 2016 Olympic Games 2016

### TillNintendo Switch
- Sonic Mania 2017
- Sonic Forces 2017

### TillXbox
- Sonic Heroes 2003(JAP)/2004 (US, EU)
- Sonic Mega Collection Plus 2004 (JAP, USA)/2005 (EU)
- Shadow the Hedgehog 2005
- Sonic Riders 2006

### TillXbox 360
- Sonic the Hedgehog (2006) 2006
- Sonic Unleashed 2008
- Sonic Free Riders 2010
- Sonic & Sega All-Stars Racing 2010
- Sonic Generations 2011
- Sonic & All-Stars Racing Transformed 2012

### TillXbox One
- Sonic Mania 2017
- Sonic Forces 2017

### TillPlaystation 2
- Sonic Heroes 2003 (JAP)/2004 (US, EU)
- Sonic Mega Collection Plus 2004 (US, JAP)/2005 (EU)
- Sonic Gems Collection 2005 (endast EU och JAP)
- Shadow the Hedgehog 2005
- Sonic Riders 2006
- Sonic Riders: Zero Gravity 2008
- Sonic Unleashed 2008

### TillPSP
- Sonic Rivals 2006
- Sonic Rivals 2 2007

### TillPlaystation 3
- Sonic the Hedgehog (2006) 2006(JAP)/2007 (US, EU)
- Sonic Unleashed 2008
- Sega Mega Drive Ultimate Collection 2009
- Sonic & Sega All-Stars Racing 2010
- Sonic Generations 2011
- Sonic & All-Stars Racing Transformed 2012

### TillPlaystation Vita
- Sonic & All-Stars Racing Transformed 2012

### TillPlaystation 4
- Sonic Mania 2017
- Sonic Forces 2017